# Список легионеров ФК «Арсенал» Киев

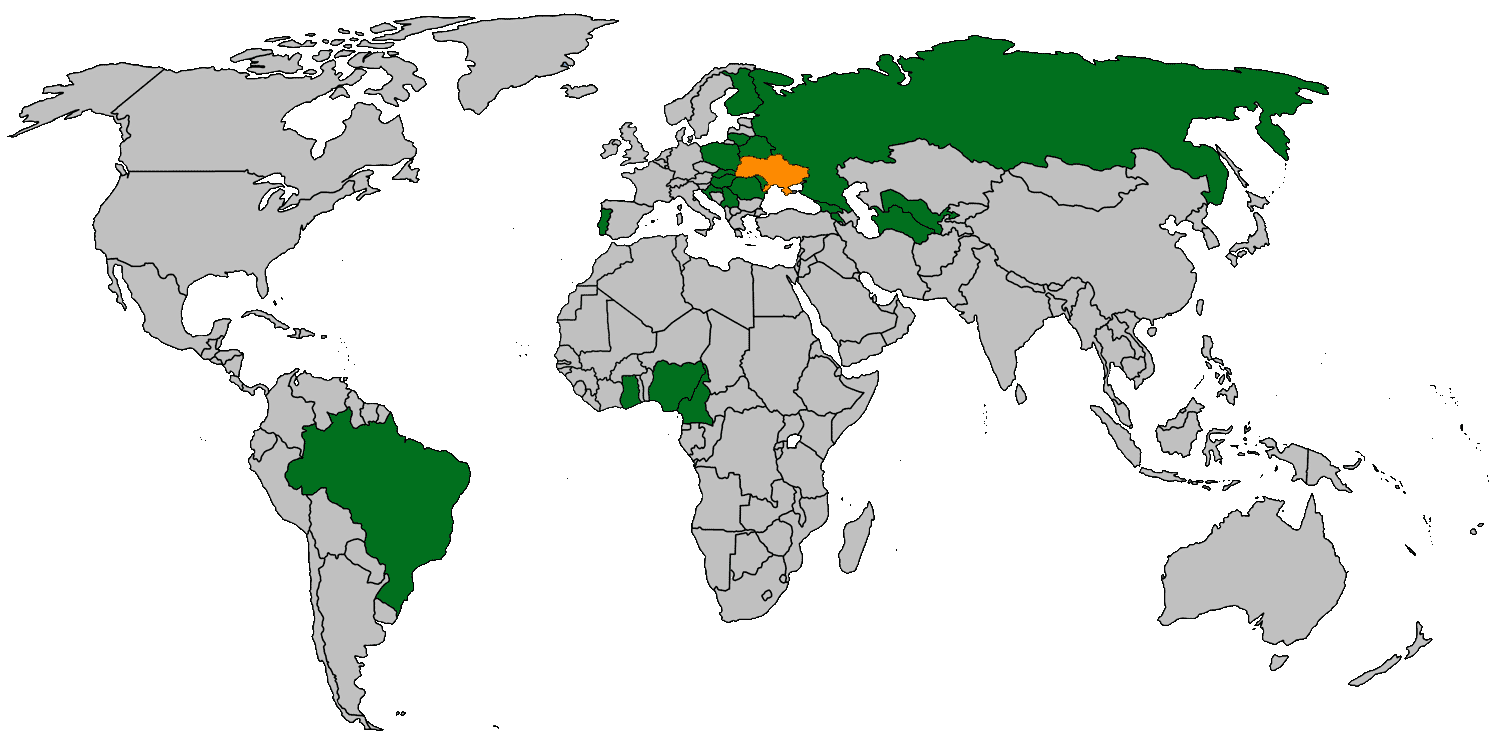
За время существования «Арсенала» его честь защищали представители 23 стран

Список легионеров футбольного клуба «Арсенал» (Киев)— список всех легионеров (как футболистов, так и тренеров) киевского  «Арсенала», которые представляли клуб на протяжении всей истории его существования (с начала второго круга  сезона 2001/02 до завершения осенней части сезона 2013/14).
Больше всего матчей среди футболистов-иностранцев в чемпионате провели нападающие: Эммануэль Окодува — 100 (2002–2006), Максим Шацких — 95 (2010–2013) и Йонуц Мазилу — 87 матчев у сезонах 2009–2013. Эти же футболисты также являются лучшими бомбардирами клуба. Лидирует в этой номинации Окодува, который забил 32 гола в национальном чемпионате в составе «Арсенала».  В розыгрышах национального кубка рекордсменами является Максим Шацких и Окодува, которые провели в составе «оружейников» 9 и 10 поединков соответственно, последнему из них относится и звание лучшего бомбардира - 6 голов в воротах соперников.  За всю историю клуба в составе «канониров» был только один вратарь-легионер — Александру Чирилов, но он не провел ни одной игры в чемпионате. Нередко иностранцам клуба была доверена честь выводить команду на поле с капитанской повязкой: чаще всего такой чести был удостоен  Андрей Островский и Максим Шацких.
Список стран, представители которых защищали цвета киевского клуба, насчитывает 23 государства, включая Украину. Больше всего легионеров «Арсенала» имели российское гражданство — 11, но только один из них, Андрей Ещенко) провел в составе команды более 50 матчей. Представитель Черногории Янко Симович участвовал только в еврокубковых матчах и матчах Кубка Украины, не сыграв в чемпионате ни одной игры. Кроме того, в список внесены три футболиста (словак Франтишек Ганц, россиянин Евгений Кубрак и представитель Молдовы Ион Жардан), которые находились в клубе на контракте, но не провели на поле ни одной минуты.
В количестве матчей, проведенных игроками, учтены поединки сезона 2013/14, который команда так и не доиграла, и еврокубковый матч против «Муры 05», в котором «Арсеналу» было засчитано техническое поражение за участие дисквалифицированного футболиста Эрика Матуку.

## Условные обозначения
ИЧ — количество игр в чемпионате Украины 

ГЧ — количество голов в чемпионате Украины 

BК — количество игр в Кубке Украины 

ГК — количество голов в Кубке Украины

ИЕ — количество игр в еврокубках 

ГЕ — количество голов в еврокубках 

## Список футболистов-легионеров
Информация представлена по состоянию на 8 декабря 2018.

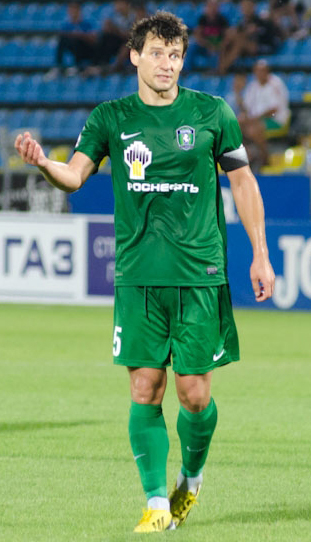
Сергей Омельянчук

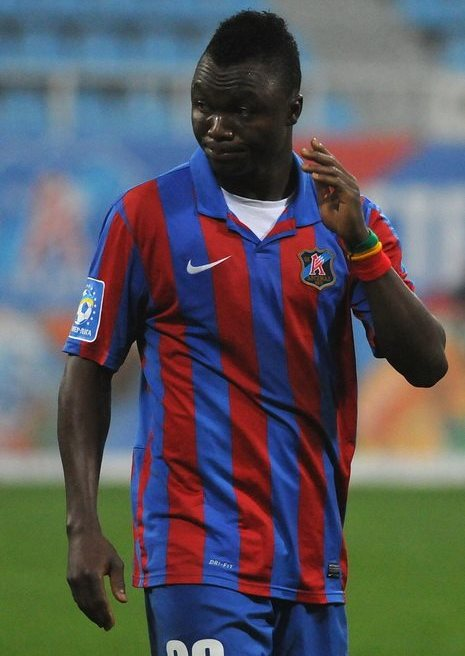
Доминик Адийя

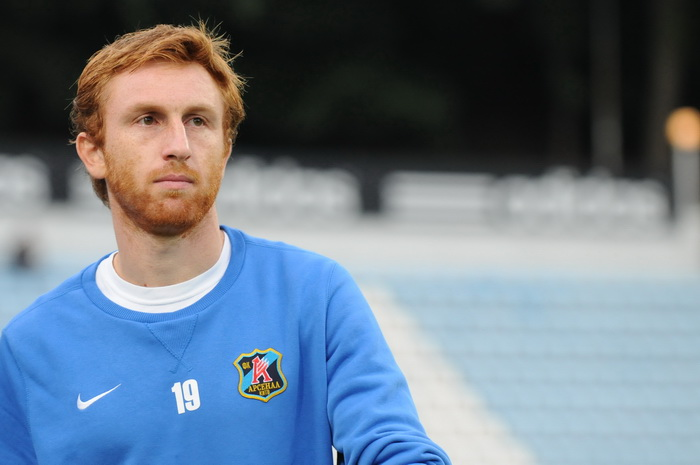
Александр Кобахидзе

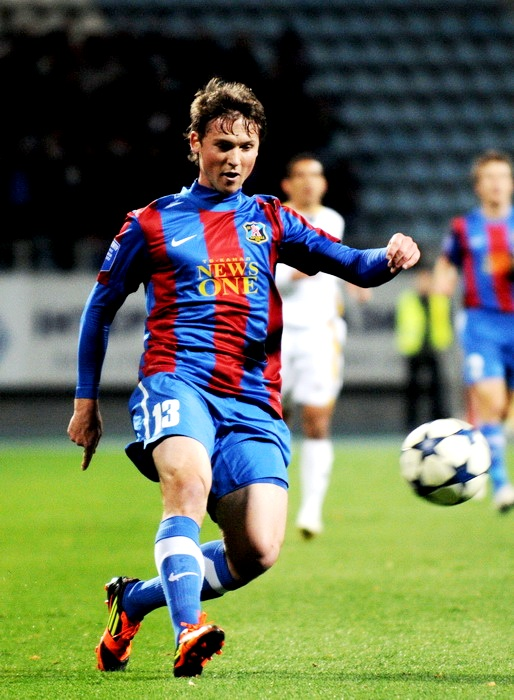
Саулюс Миколюнас

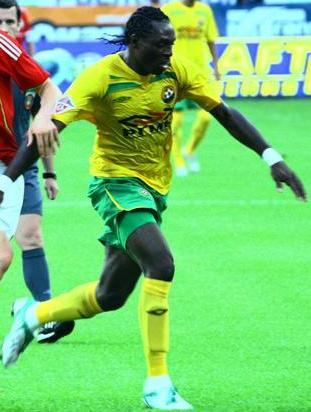
Эммануэль Окодува

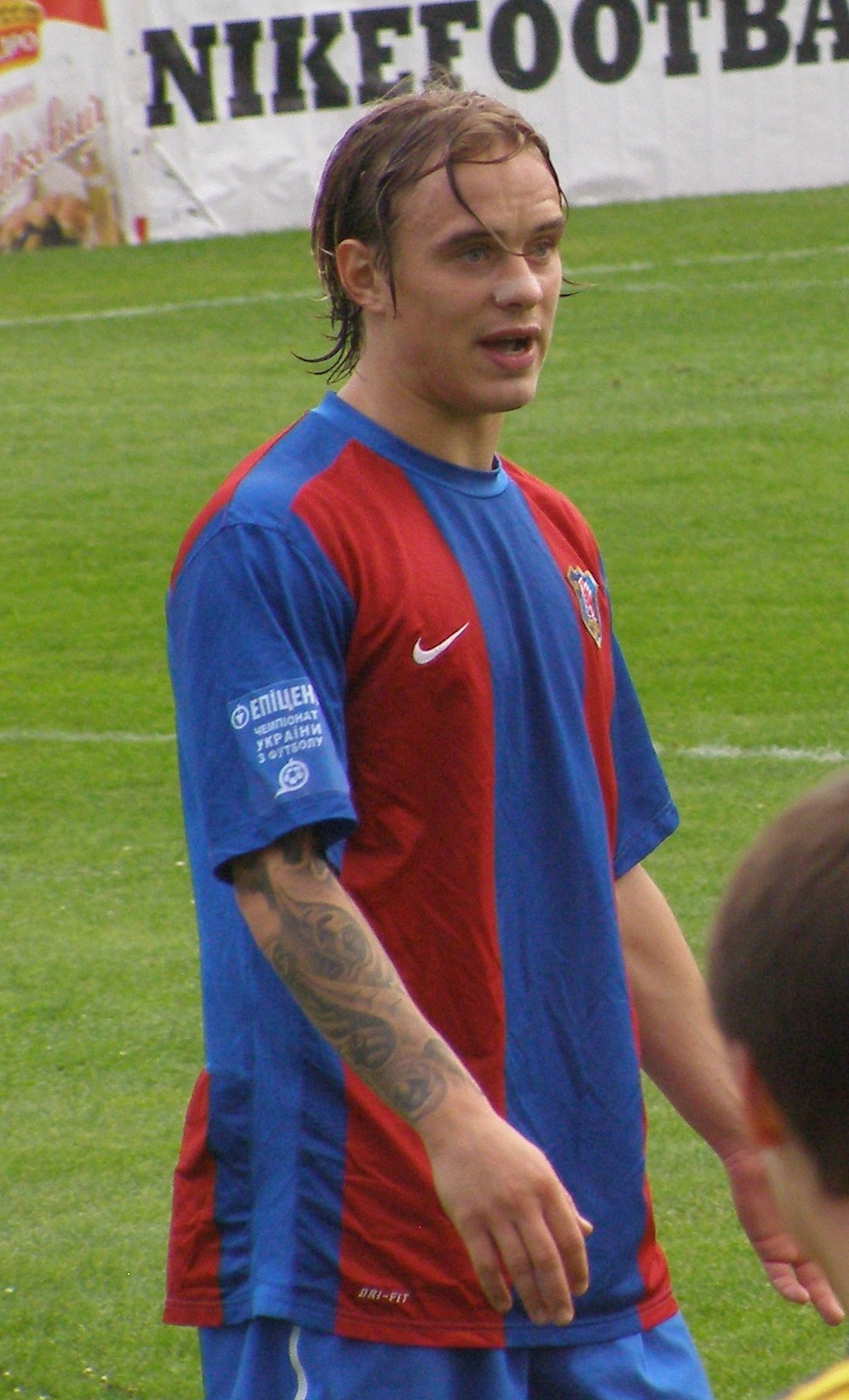
Андрей Ещенко

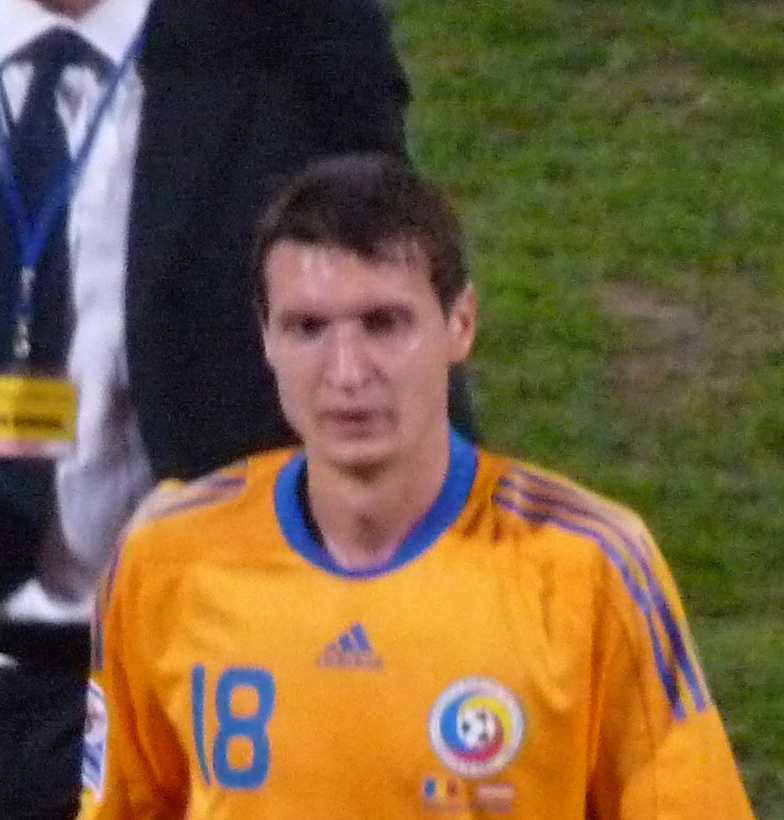
Йонуц Мазилу

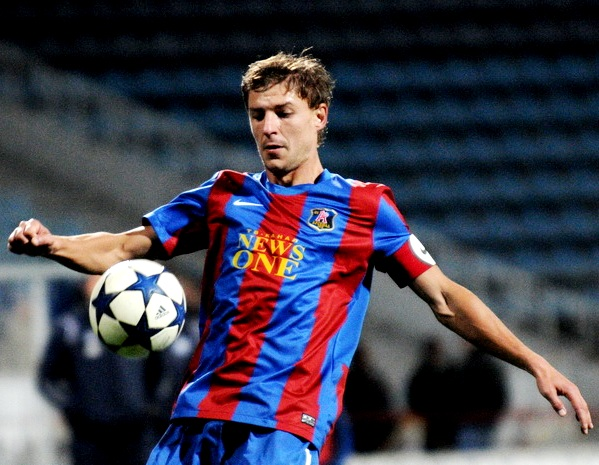
Максим Шацких

## Статистика по странам
12 —  Россия 

7 —  Грузия 

6 —  Хорватия 

5 —  Сербия 

4 —  Беларусь 

4 —  Бразилия 

3 —  Армения 

3 —  Камерун 

3 —  Литва 

3 —  Нигерия 

3 —  Румыния 

2 —  Аргентина 

2 —  Гана 

2 —  Молдова 

2 —  Польша 

2 —  Словакия 

2 —  Франция 

1 —  Венгрия 

1 —  Иран 

1 —  Кюрасао 

1 —  Португалия 

1 —  Северная Македония 

1 —  Того 

1 —  Туркменистан 

1 —  Узбекистан 

1 —  Финляндия 

1 —  Черногория 

## Список тренеров-легионеров

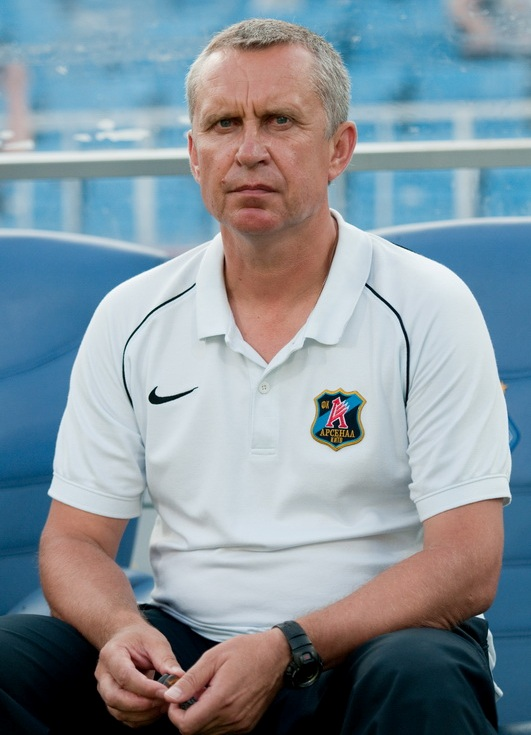
Леонид Кучук

Кроме присутствия в клубе футболистов-легионеров, следует отметить и то, что с июня 2011 года по 1 января 2013 командой руководил иностранный наставник  — представитель Белоруссии Леонид Кучук. Он стал одним из самых успешных тренеров в истории «Арсенала», выведя команду в еврокубковые соревнования. Кроме самого Кучука, в его тренерском штабе работал ещё один белорусский специалист  — Андрей Сосницкий.
Однако вышеуказанные специалисты ни были легионерами-первопроходцам в тренерском штабе «канониров». В начале существования клуба в тренерском штабе  Вячеслава Грозного работали граждане России Владимир Муханов и Николай Леонов.
Кроме того, главный тренер «Арсенала» Александр Баранов, возглавлявший клуб с июля 2004 по ноябрь 2005, имеет двойное гражданство - украинское и финское.